# ジョージ・クック (版画家)
ジョージ・クック（George Cooke、1781年1月22日 - 1834年2月27日）は、イギリスの版画家である。イギリスの風景を描いた版画や有名な画家の複製版画、植物学雑誌の図版を制作した。

## 略歴
ロンドンで生まれた。父親はドイツのフランクフルト出身の商人で、兄のウィリアム・バーナード・クック（William Bernard Cooke: 1778–1855）も版画家であった。ジョージ・クックは14歳で版画家のジェイムス・バザイア（James Basire: 1730-1802）の弟子になった。徒弟期間が終わるころには、ジェームズ・ノリス・ブリュワー（James Norris Brewer: 1777-1839) の著作『イングランドとウェールズの景勝地（The Beauties of England and Wales）』の図版を制作し、一部は兄のウィリアムと共作した。
その後、考古学者のジョン・ピンカートン（John Pinkerton: 1758-1826）の16巻からなる『Collection of Voyages and Travels』の図版を制作した。この間、兄のウィリアムが編集した画集『テムズ』の初版に2点の版画を寄稿した 。 1814年から1826年の間は画家のジョゼフ・マロード・ウィリアム・ターナーらが描いた原画をもとに「イングランド南海岸の美しい風景（Picturesque Views on the Southern Coast of England）」が制作され、この書籍の図版の約1/3の15点の図版を制作した。
1817年から1833年には、北部の町ハックニーの園芸植物販売の企業ロッディジーズが出版する希少植物の図版入りで紹介する雑誌、『ボタニカル・キャビネット』の図版をウィリアム・ミラーの原画をもとに制作した and about the same time he engraved some of the plates, after Turner, for Hakewill's Picturesque Tour of Italy, 1820, 。そのほかに多くの書籍の挿絵を描いた。
1833年に息子のエドワード・ウィリアム・クック（Edward William Cooke: 1811–1880)と共同で版画集「旧ロンドン橋と新ロンドン橋の風景」を制作した。
1834年にロンドンで53歳で病死した。

## 作品

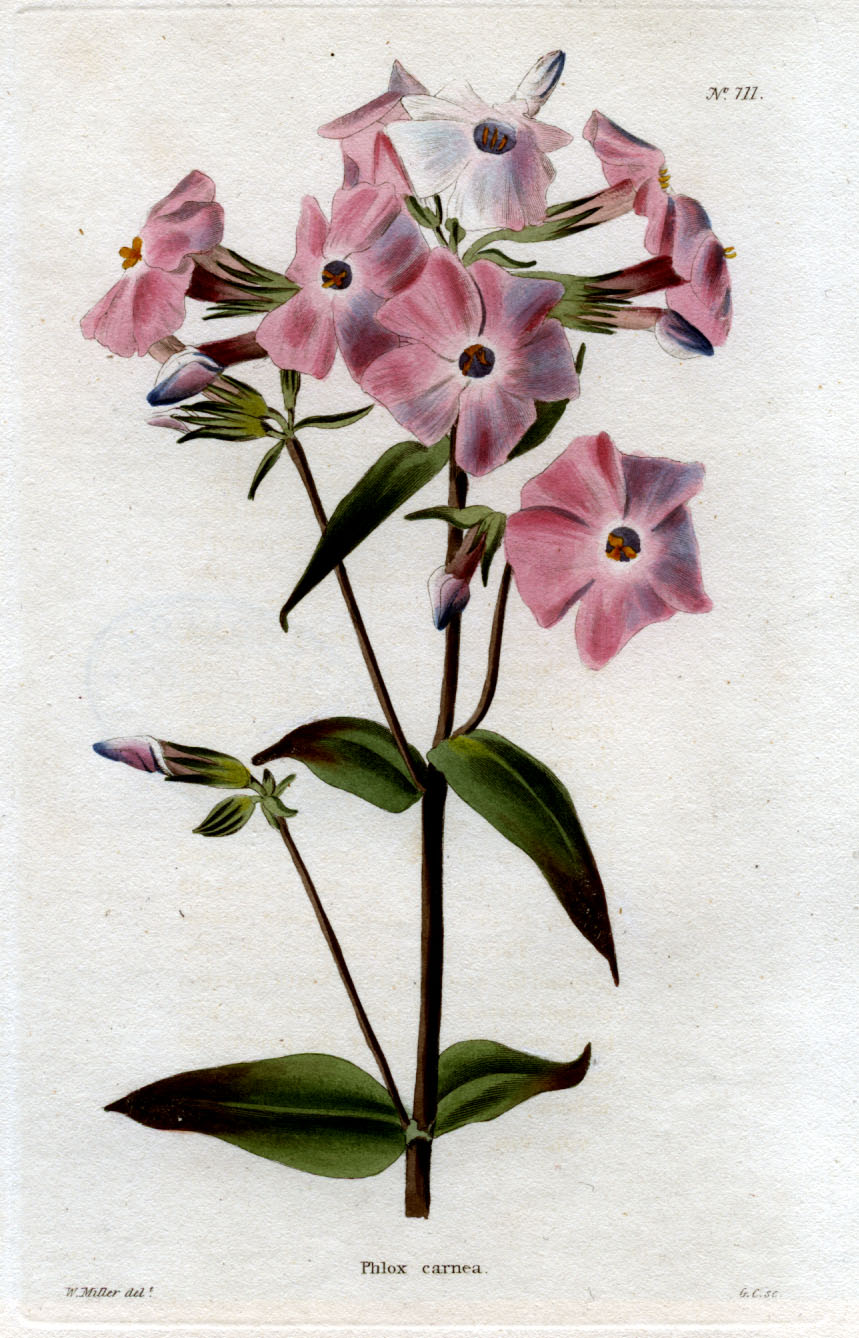
『ボタニカル・キャビネット』の図版、原画ウィリアム・ミラー
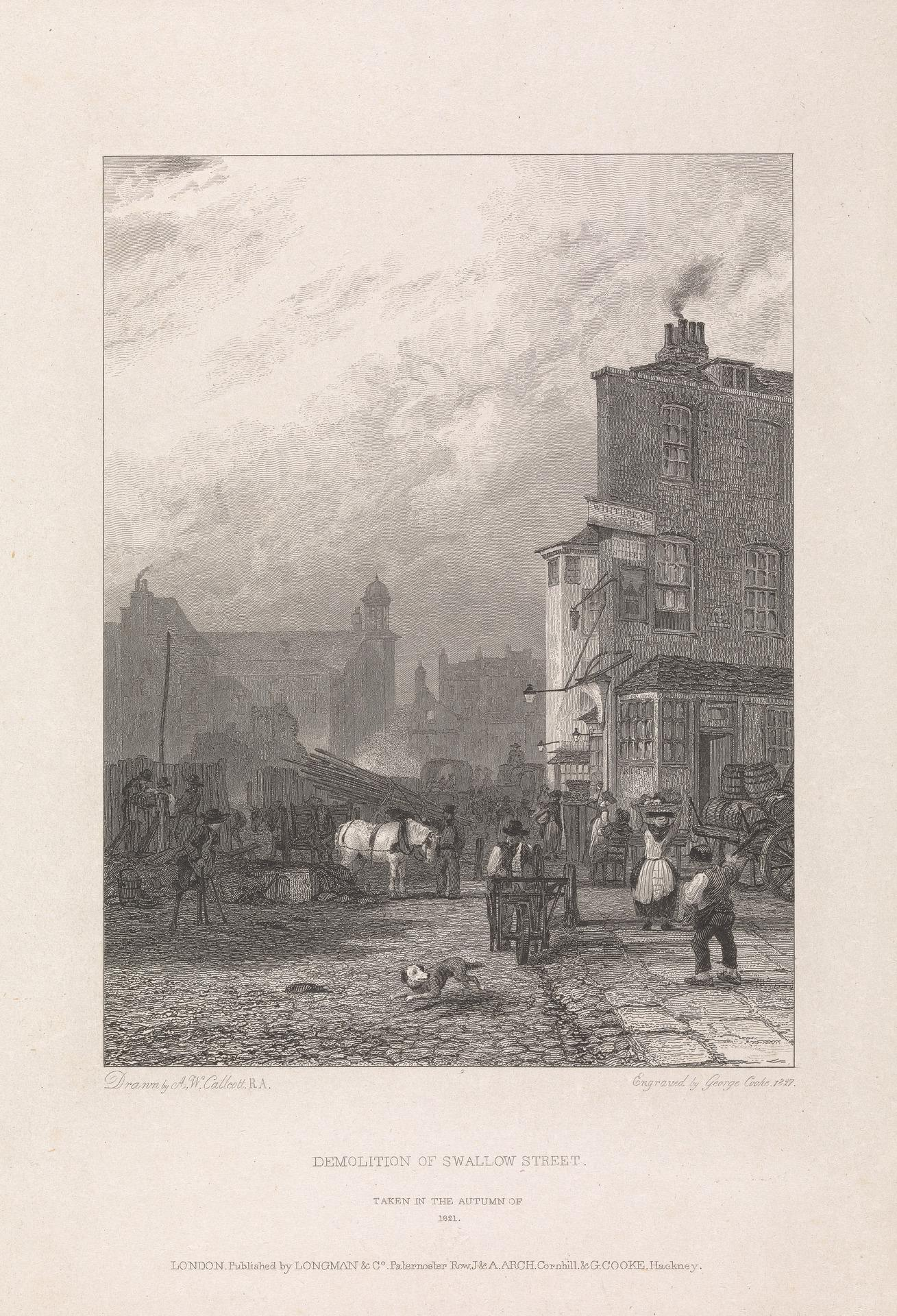
"Demolition of Swallow Street"
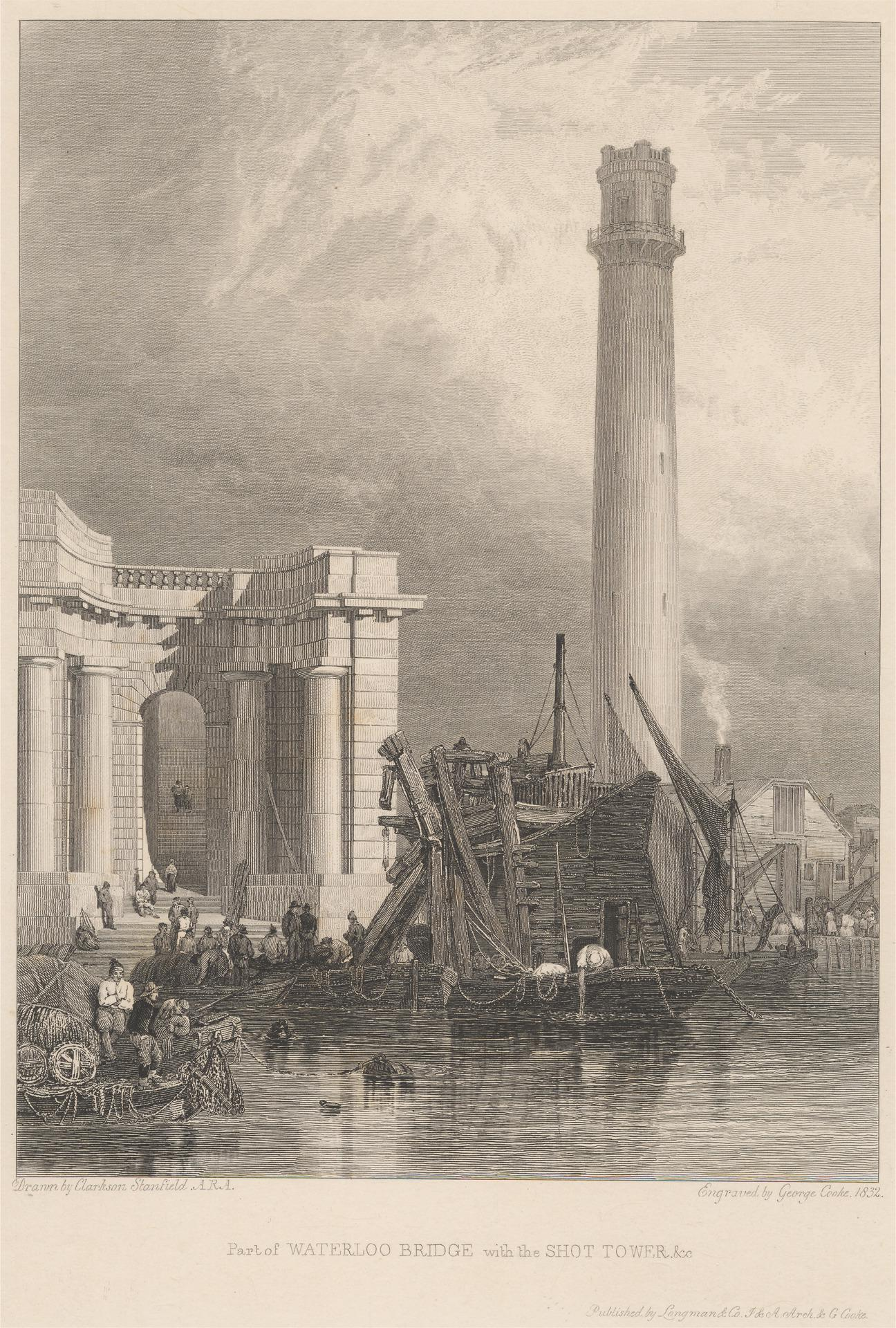
"Part of Waterloo Bridge with the Shot Tower"
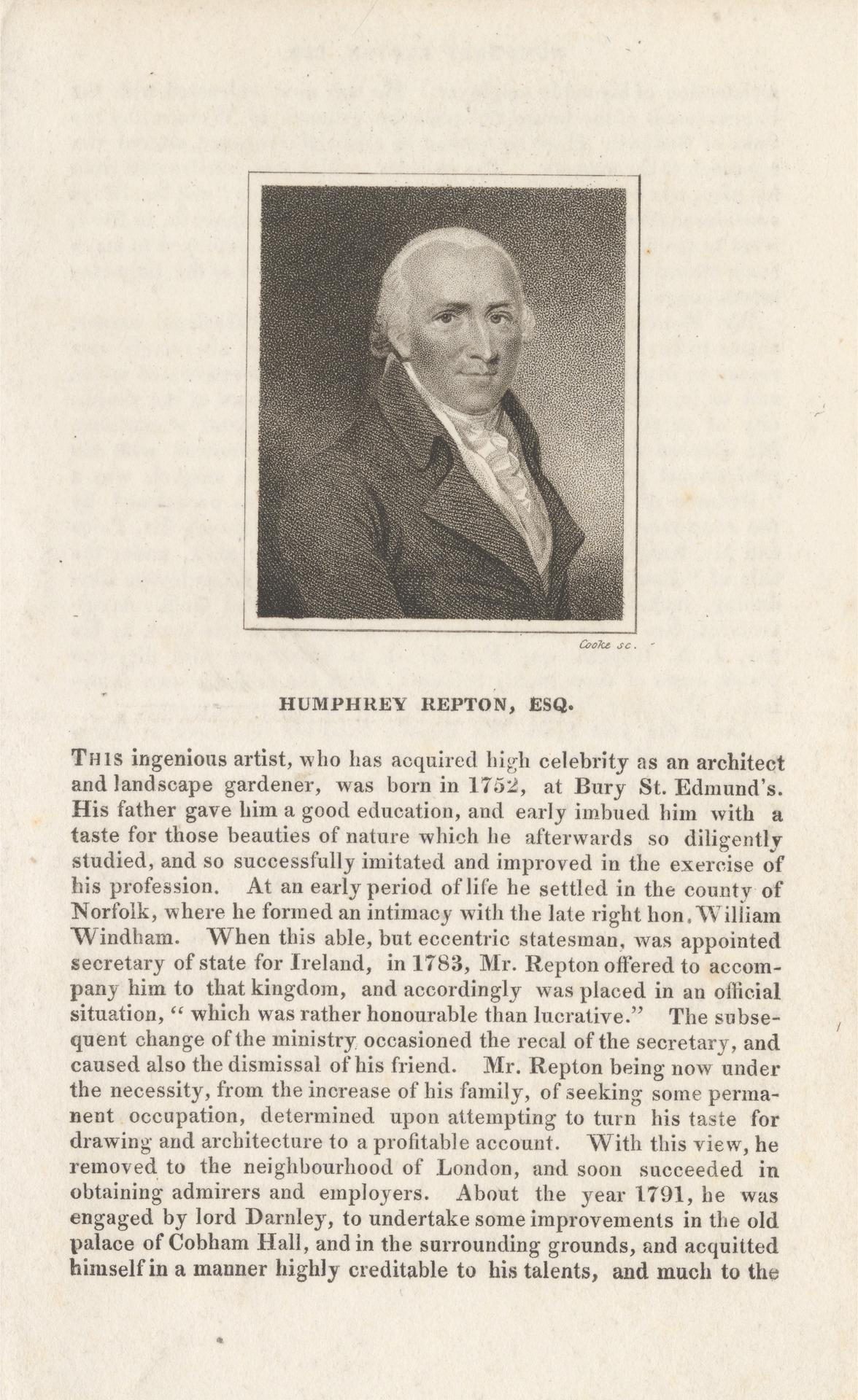
書籍挿絵

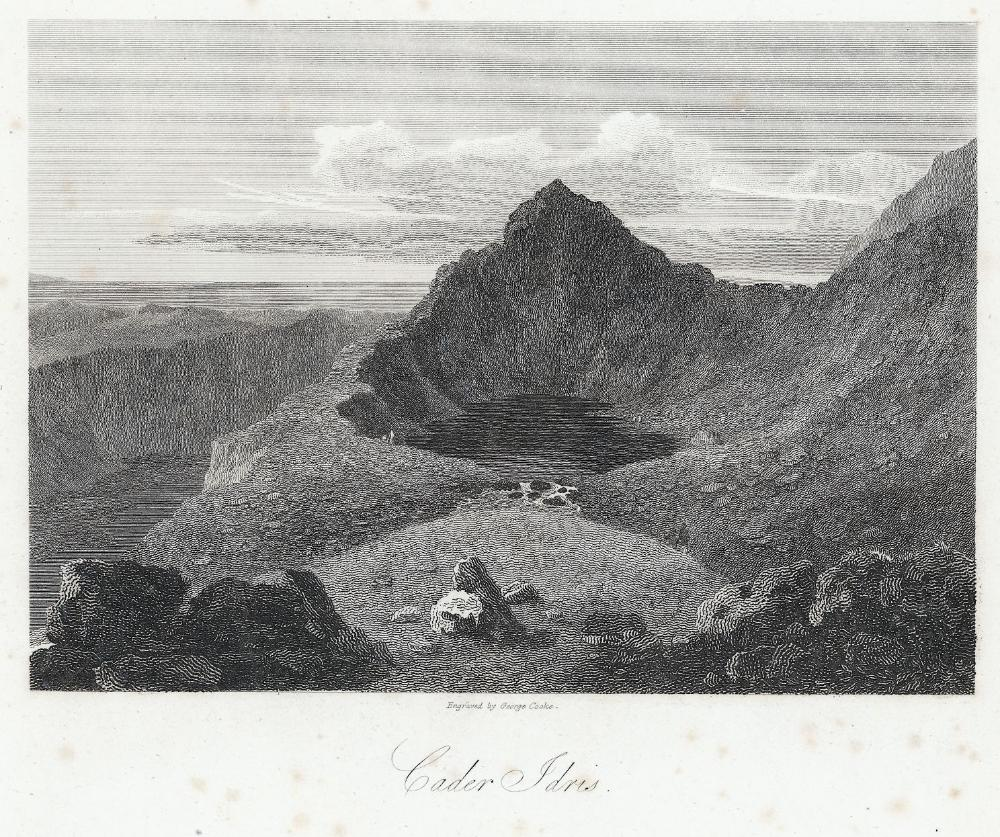
ウェールズのカディール・イドリス山
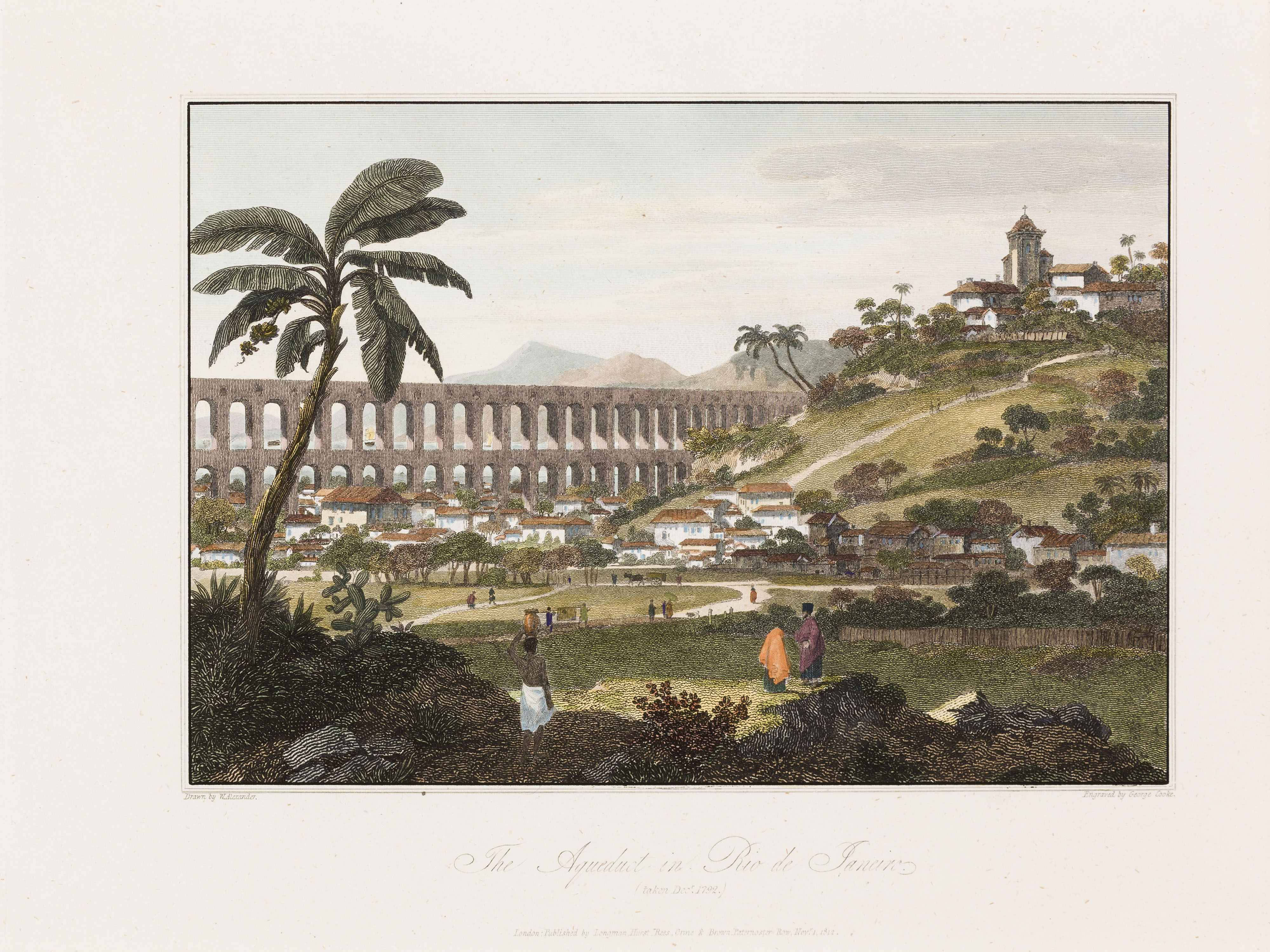
リオデジャネイロの風景（原画:William Alexander）
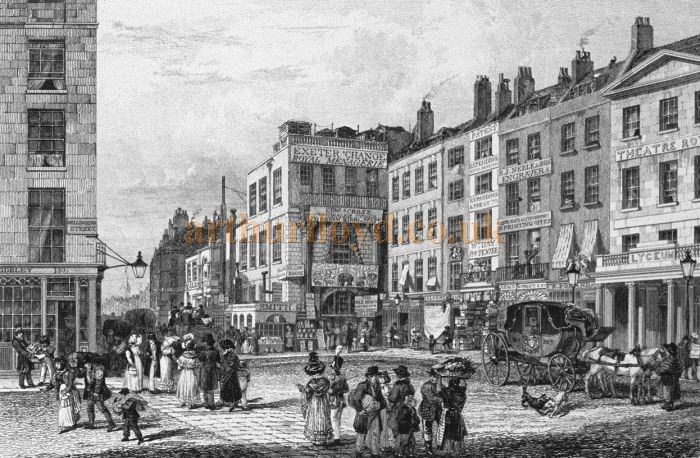
ロンドンの街